# Nikołaj Kaszkin
Nikołaj Dmitrijewicz Kaszkin (ros. Николай Дмитриевич Кашкин; ur. 27 listopada?/9 grudnia 1839 w Woroneżu, zm. 15 marca 1920 w Kazaniu) – rosyjski krytyk muzyczny.

## Życiorys
Był synem księgarza, miłośnika muzyki, który uczył syna od najmłodszych lat gry na fortepianie. W 1860 roku osiadł w Moskwie, gdzie podjął działalność jako krytyk muzyczny, od 1862 roku pisał do czasopisma „Moskowskije wiedomosti”. Od 1866 do 1906 roku uczył gry na fortepianie w Konserwatorium Moskiewskim. W latach 1877–1878 i 1886–1897 współpracował z czasopismem „Russkije wiedomosti”.
Należał do czołowych przedstawicieli rosyjskiej krytyki muzycznej XIX wieku. Dla potrzeb Konserwatorium Moskiewskiego przetłumaczył na język rosyjski prace Ludwiga Busslera, Hugo Riemanna i Johanna Christiana Lobego. Zajmował się działalnością rosyjskiej szkoły narodowej w muzyce. Przez wiele lat przyjaźnił się z Piotrem Czajkowskim, któremu poświęcił wspominkową pracę Wospominanija o P.I. Czajkowskom (Moskwa 1896), zawierającą oprócz danych biograficznych informacje na temat osobowości kompozytora. Napisał także podręcznik do teorii muzyki (1875).